# Sport (Biologie)
Als Sports werden Sprosse bei Pflanzen bezeichnet, die sich aufgrund somatischer Mutationen (also Mutationen im wachsenden Pflanzenkörper und nicht in den Geschlechtszellen) von der Mutterpflanze unterscheiden. Sie können sich morphologisch deutlich von der Ausgangspflanze unterscheiden. Durch die Kultivierung als Stecklinge können so teilweise neue Sorten gewonnen werden.

## Beispiele

### Funkien
Insbesondere bei Funkien (Hosta) sind solche Mutationen zu beobachten.
Hosta sind genetisch instabil. So kann es vorkommen, dass eine Hosta einen Austrieb bildet, der eine andere Panaschierung (Blattmusterung) als die Mutterpflanze zeigt. Solche Triebe nennt man Sports. Wenn solche Triebe dann eigene Wurzeln gebildet haben, können sie von der Mutterpflanze getrennt und als selbständige „Neue Hosta“ kultiviert werden. Ca. 40 % aller neuen Hosta-Sorten sind Sports bekannter und registrierter Namenssorten.
Beispiele:
- H. 'June' ist ein Sport von H. 'Halcyon',
- H. 'Striptease' ist ein Sport von H. 'Gold Standard',
- H. 'Stained Glass' ist ein Sport von H. 'Guacamole',
- H. 'Dream Weaver' Sport von H. 'Great Expectations'

### Rosen
Auch Rosen neigen zur Bildung von Sports, die teilweise als neue Sorten oder Kletter-Variante in den Handel kommen. Der vermutlich erste Sport einer Rose wurde vor 1699 entdeckt, als die erste Moosrose Rosa x centifolia 'Muscosa' aus Rosa x centifolia L. entstand. Der in der Literatur oft genannte Ursprung „Holland, vor 1596“ ist nicht belegt und vermutlich falsch.

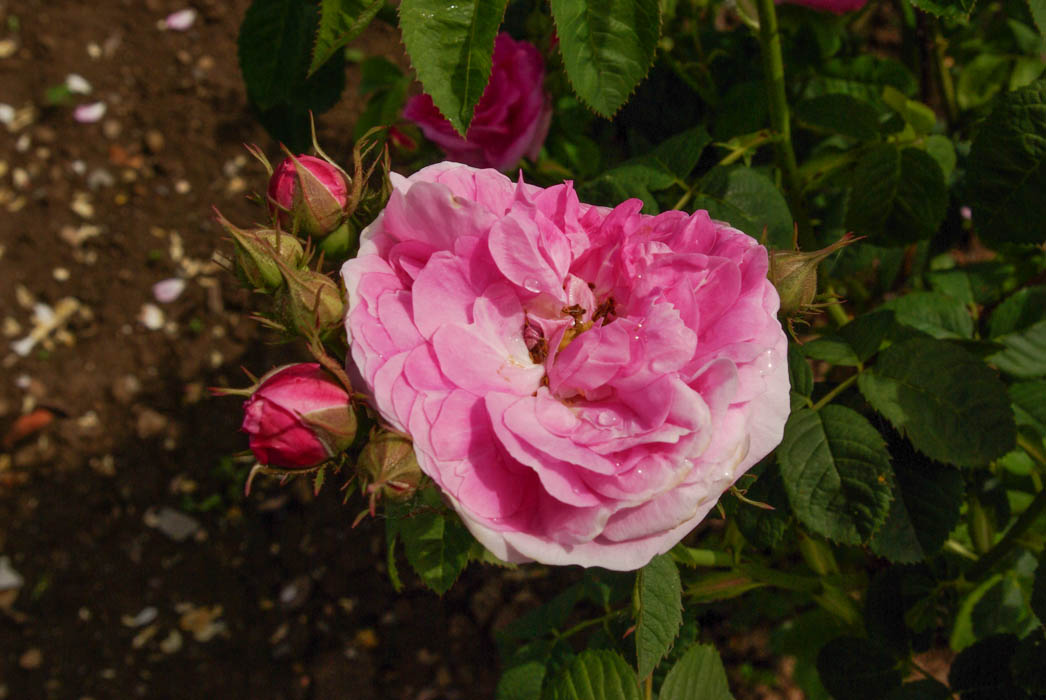
Rosa x centifolia L.
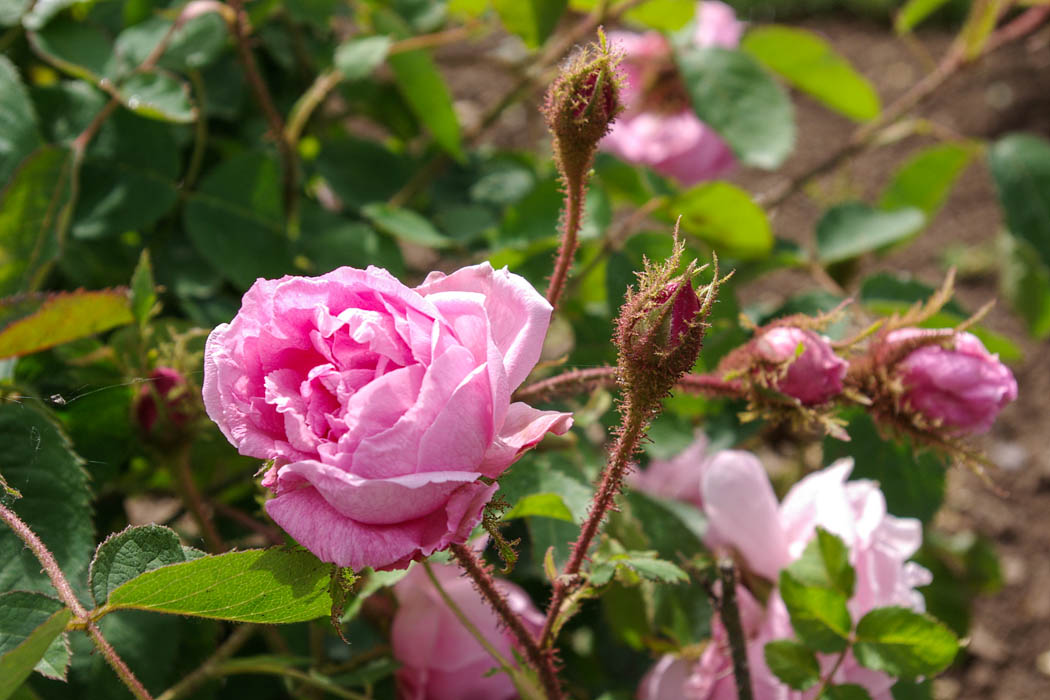
Rosa x centifolia 'Muscosa'
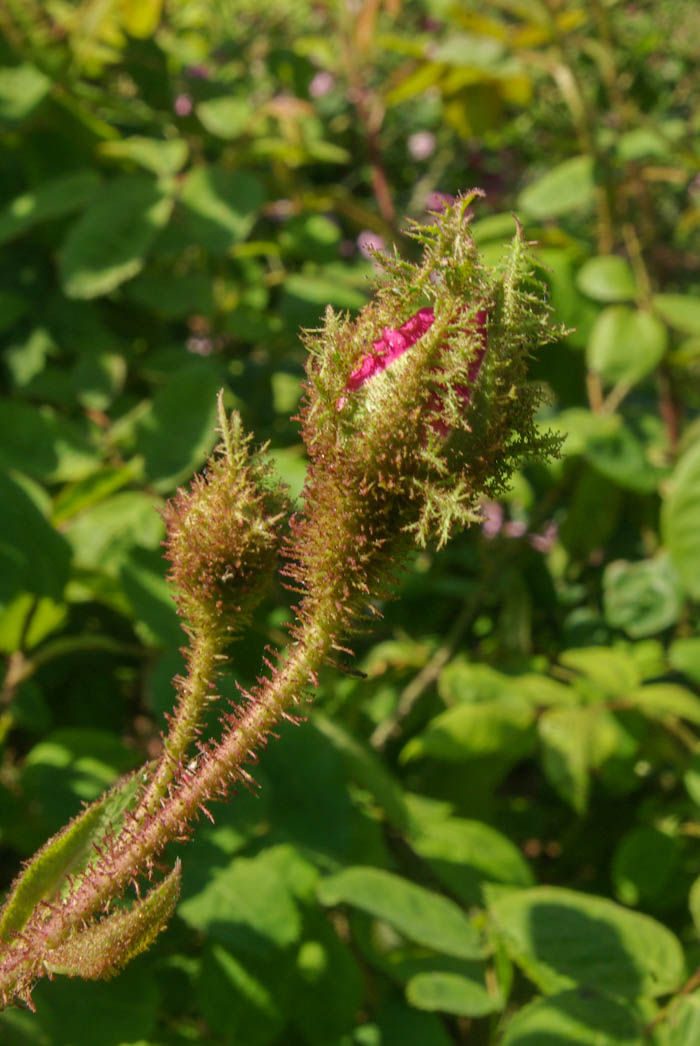
Bemooste Knospe von Rosa x centifolia 'Muscosa'

David Austin hat 1992 zwei Mutationen seiner 1983 eingeführten Englischen Rose 'Mary Rose' auf den Markt gebracht – 'Redouté' und 'Winchester Cathedral'. Zu den Sports von 'Gloria Dei' (Meilland 1939) gehören unter anderem eine 1949 entdeckte kletternde Variante sowie die Sorten 'Kronenbourg' (McGredy 1965), 'Chicago Peace' (Johnston 1962) und 'Lucky Peace' (Gordon 1958).

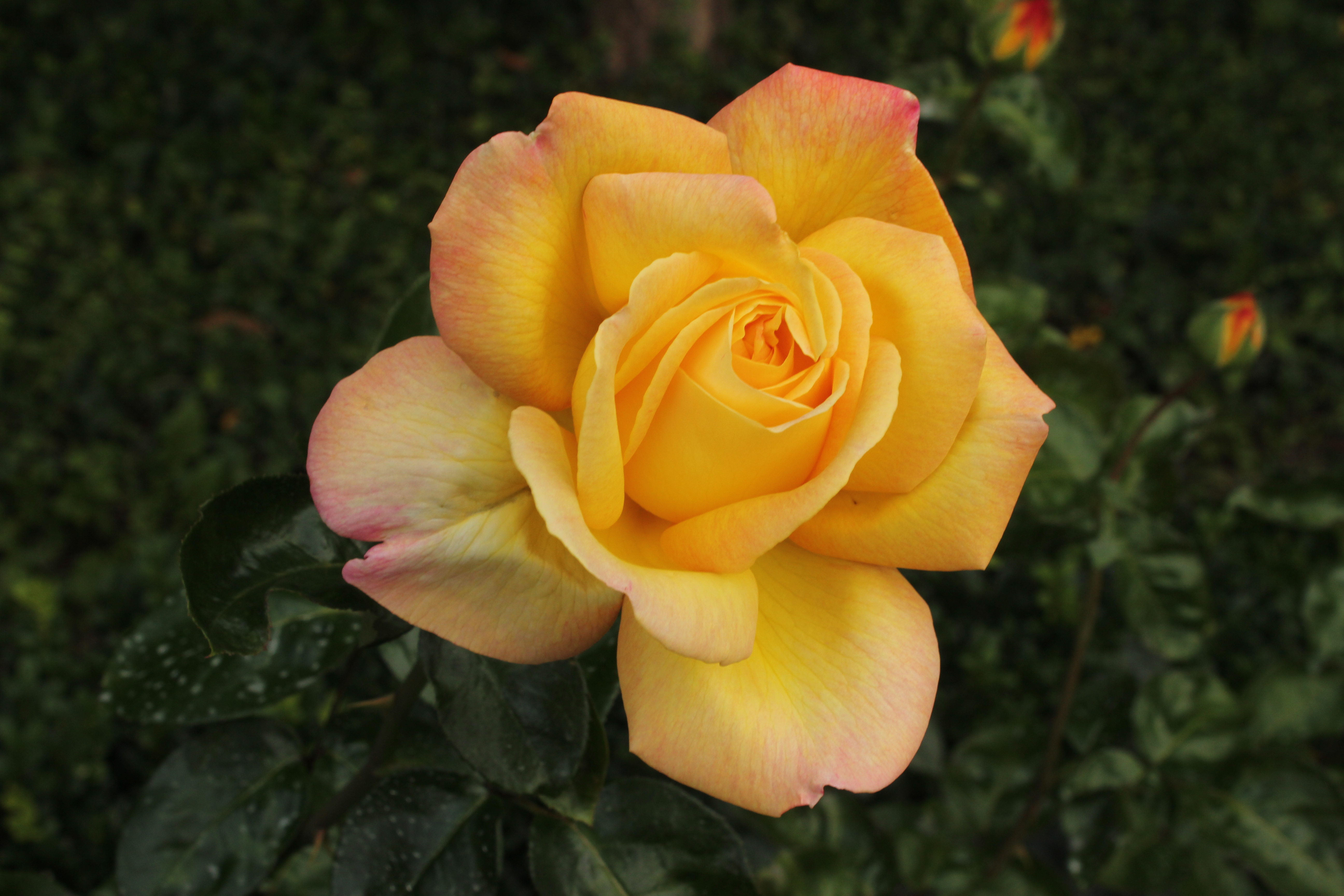
Gloria Dei (Meilland 1939)
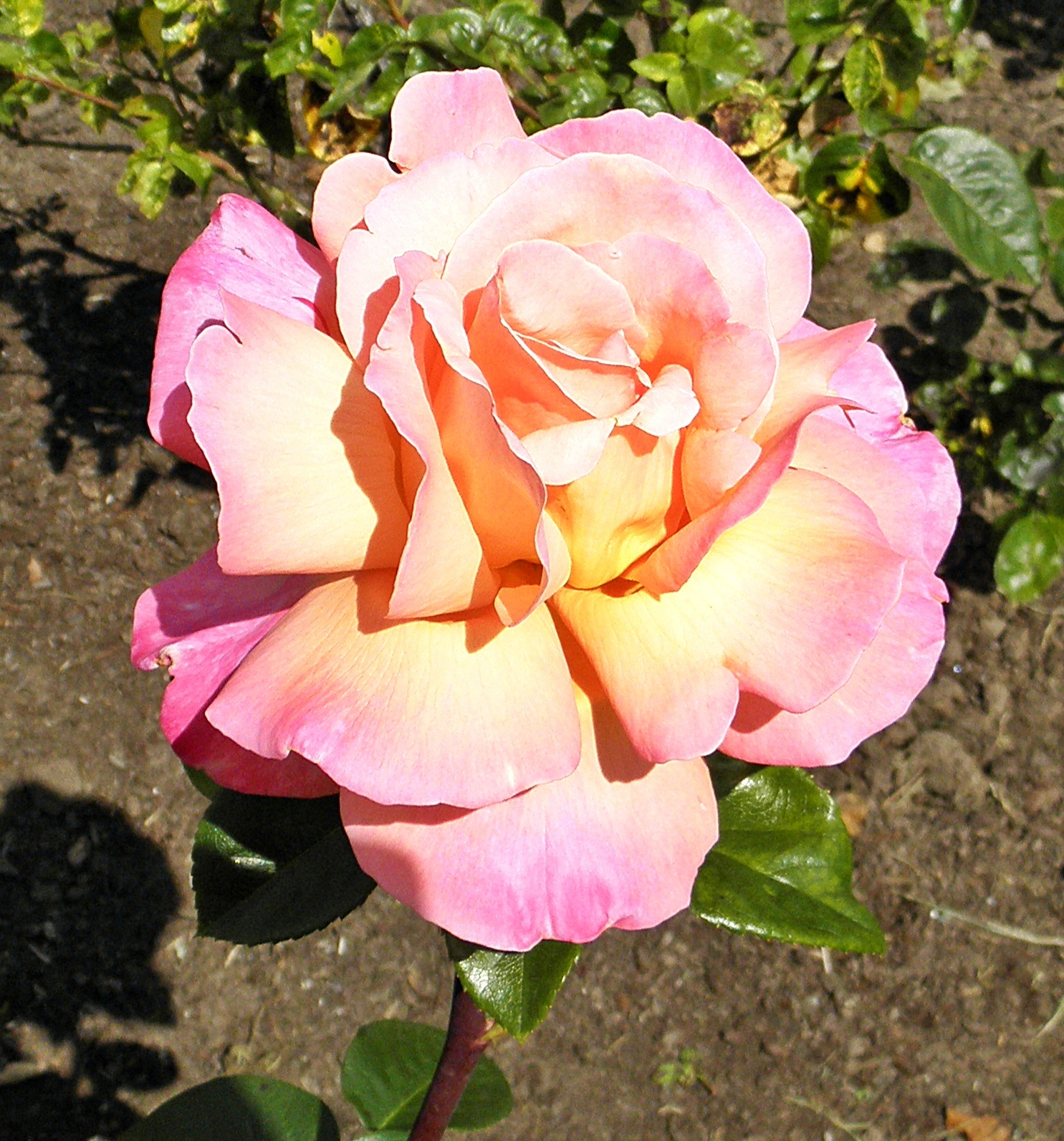
Sport 'Lucky Peace' (Gordon 1958)
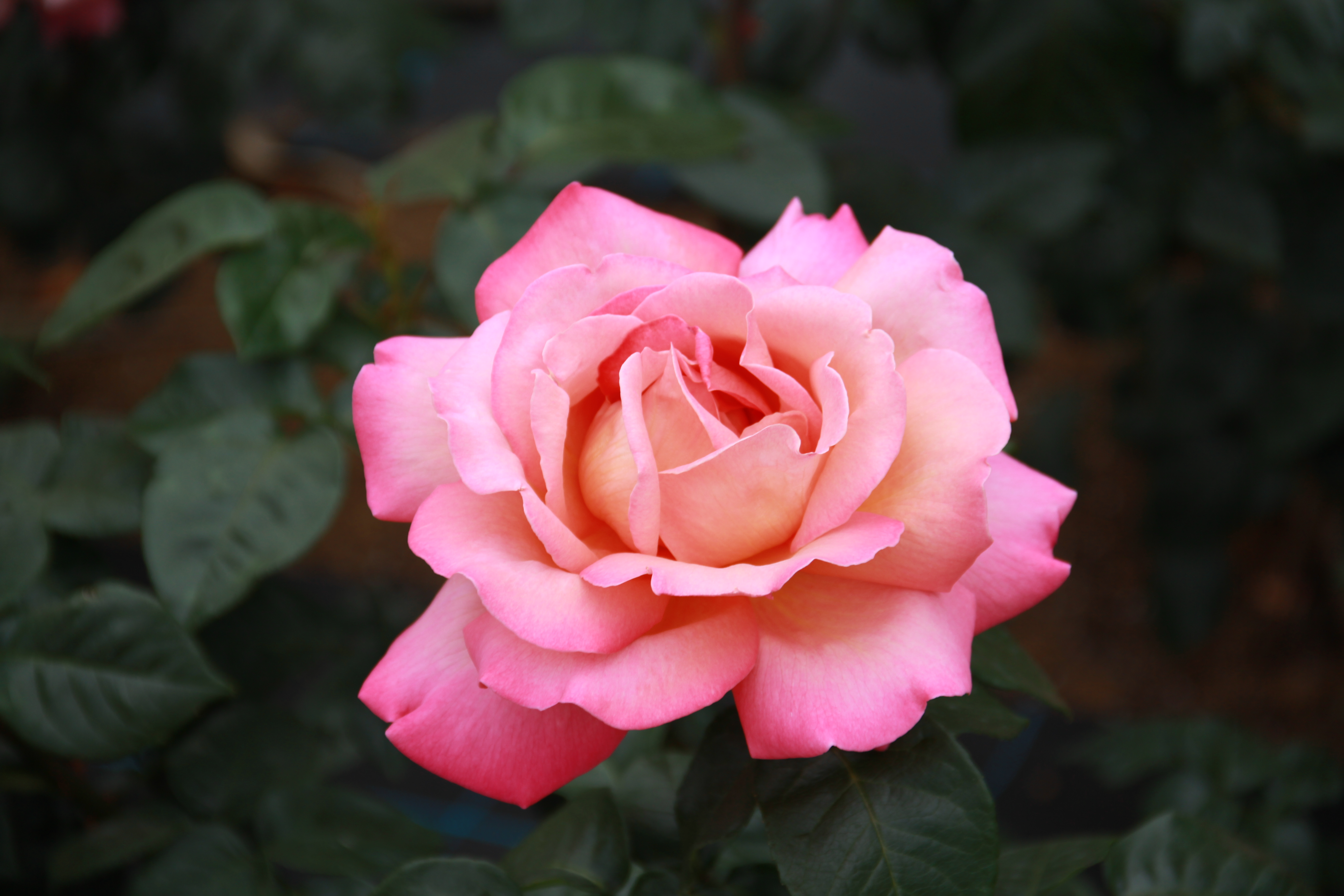
Sport 'Chicago Peace' (Johnston 1962)
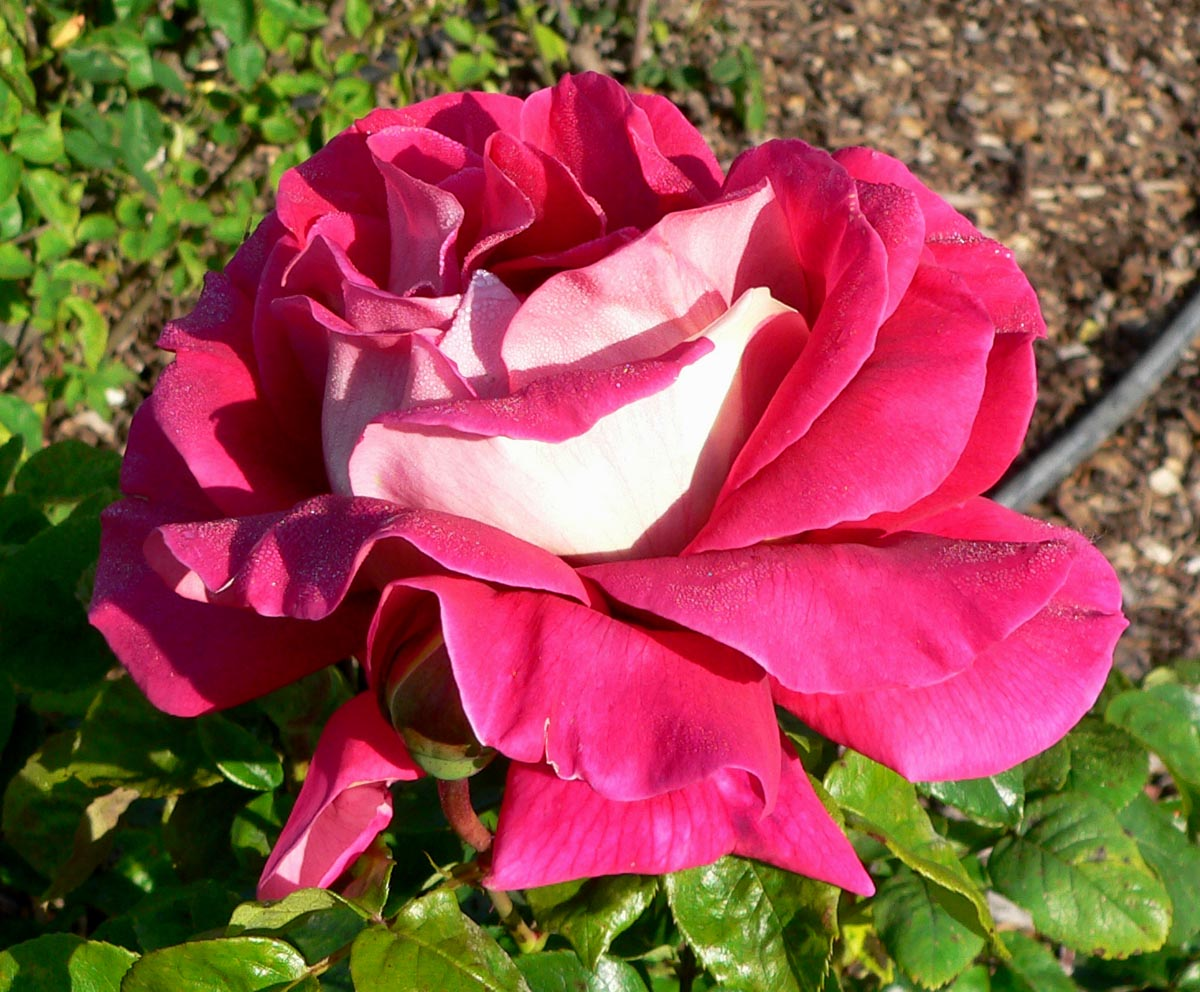
Sport 'Kronenbourg' (McGredy 1965)
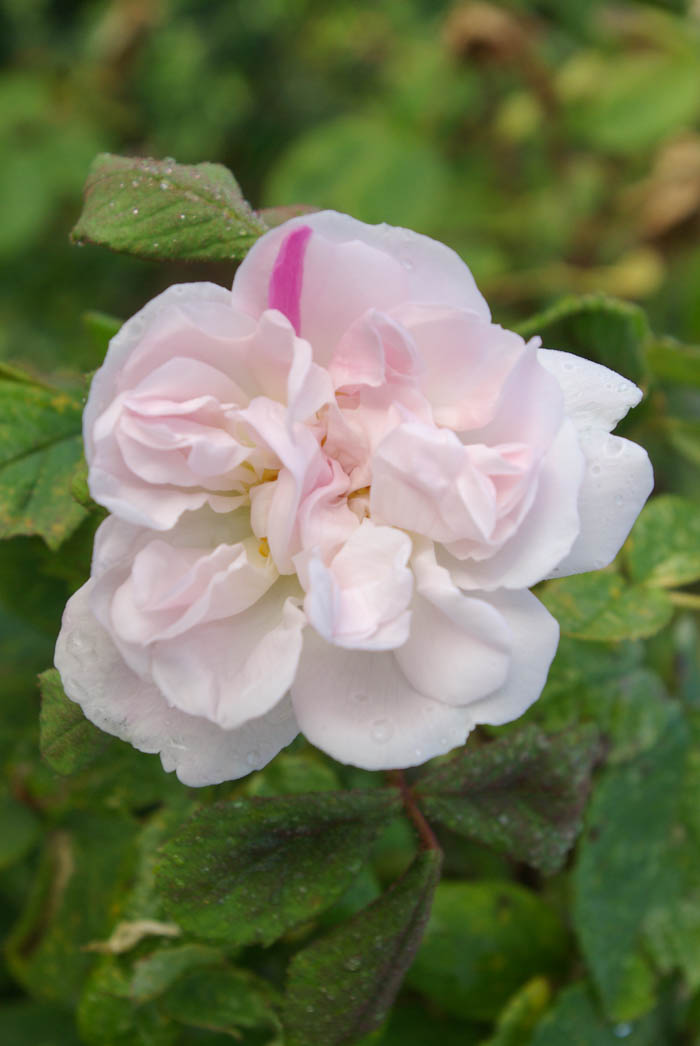
'Quatre Saisons Blanc Mousseux' Rosa Rücksport zu 'Quatre Saisons' an einer Petale
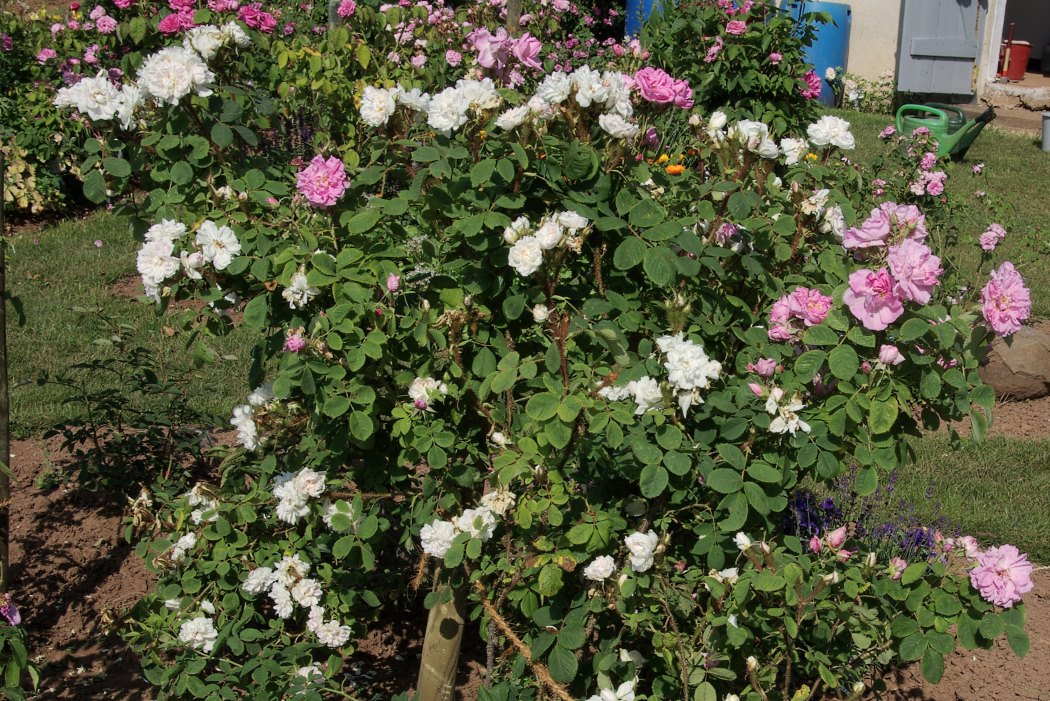
'Quatre Saisons Blanc Mousseux' Rosa Rücksport zu 'Quatre Saisons', halber Strauch

## Nachweise
1. ↑  Schütt, Schuck, Stimm: Lexikon der Baum- und Straucharten. Nikol, Hamburg 2002, ISBN 3-933203-53-8, S. 565.
2. ↑  Diana Grenfell, Michael Shadrack: The Color Encyclopedia of Hostas. Timber Press, 2004, ISBN 978-0-88192-618-7.
3. ↑  Elias Peinen, Hortus Bosianus, oder Verzeichniß aller so wohl in- als ausländischer Bäume, Stauden, Kräuter und anderer Gewächse, welche sich in Herrn Caspar Bosens Garten in Leipzig befinden, 1699 Seite 81
4. ↑  Major C. C. Hurst & Mabel S. G. Breeze, Notes on the Orign of the Moss-Rose, Journal of the Royal Horticultural Society, UK, 1922 Seiten 26–42